# 福井県立丹生高等学校
福井県立丹生高等学校（ふくいけんりつ にゅうこうとうがっこう、英: Fukui Prefectural Nyu High School）は、福井県丹生郡越前町内郡にある公立の高等学校。

## 設置学科
- 普通科

## 概要
前福井県知事西川一誠は同校出身（京都大学、自治省、福井県副知事ののち就任）である。
なお、新制高校出身である福井県知事は、西川一誠が初である。
2025年（令和7年）度には創立100周年を迎える。

## 沿革
- 1925年（大正14年）3月 - 文部大臣より設置を認可され、福井県丹生郡朝日村立丹生実科高等女学校開校。
- 1941年（昭和16年）2月 - 県に移管され、福井県立丹生高等女学校と改称。
- 1948年（昭和23年）
  - 4月 - 学制改革により福井県立丹生高等学校として開校（男女共学総合制普通・家庭の2課程増設）。
  - 6月 - 四ヶ浦分校を開設し、定時制普通・家庭の2課程を設置。
- 1949年（昭和24年）4月 - 商業・農業の2課程を増設。
- 1950年（昭和25年）11月 - 織田分校を開設し、定時制普通科を設置。
- 1953年（昭和28年）3月 - 定時制課程閉鎖。
- 1956年（昭和31年）4月 - 別科生徒の募集を中止し、普通課程に普通コースと家庭コースを設置。
- 1958年（昭和33年）3月 - 家庭科を廃止し、女子コースとなる。
- 1959年（昭和34年）
  - 4月 - 織田分校の独立校舎竣工。
  - 5月 - 新校舎第1期竣工。
- 1960年（昭和35年）
  - 3月 - 農業科を廃止し、普通科農業コースとなる。
  - 4月 - 丹生ヶ丘新校舎に移転。
- 1961年（昭和36年）12月 - 新築落成式挙行。
- 1962年（昭和37年）7月 - 水泳プール完成。
- 1963年（昭和38年）3月 - 普通科農業コース廃止。
- 1965年（昭和40年）
  - 3月 - 新寄宿舎竣工。
  - 4月 - 商業科募集停止。
- 1967年（昭和42年）4月 - 四ヶ浦分校の募集停止。
- 1972年（昭和47年）3月 - 女子コース廃止。
- 1973年（昭和48年）3月 - 織田分校新校舎落成。
- 1980年（昭和55年）4月 - 全日制普通科の通学区域変更により、第3学区となる。
- 1982年（昭和57年）
  - 1月 - 起工式・校舎改築工事（特別教棟）開始。
  - 11月 - 校舎改築工事（特別教棟）完成。
- 1983年（昭和58年）4月 - 織田分校の募集停止。
- 1984年（昭和59年）10月 - 校舎改築工事（普通教棟）完成。
- 1986年（昭和61年）
  - 1月 - 本館完成。
  - 3月 - 定時制織田分校閉校。
- 1987年（昭和62年）
  - 6月 - 水泳プール改修工事。
  - 7月 - 弓道場完成。
  - 8月 - 第1体育館・武道場・テニスコート完成。
  - 10月 - 丹生ヶ丘会館完成。
  - 11月 - 校舎改築落成・丹生ヶ丘会館落成記念式典挙行。
- 1988年（昭和63年）11月 - 丹生高校校下市町村の花木を植樹。
- 1992年（平成4年）3月 - 第2体育館リフレッシュ工事、クラブハウス竣工、校門完成。
- 1993年（平成5年）4月 - 寄宿舎新築移転し、グラウンド暗渠工事完成。
- 1994年（平成6年）3月 - 国旗掲揚塔・第1体育館スポーツエリア完成、バックネット改修。
- 1995年（平成7年）
  - 3月 - 第2体育館床張替。
  - 11月 - 創立70周年記念事業「いこいの庭」完成。
- 1997年（平成9年）3月 - コンピューター・LL機器更新。
- 1999年（平成11年）3月 - 校歌碑完成。
- 2002年（平成14年）
  - 3月 - コンピューター機器更新。
  - 10月 - テニスコート・グラウンド整備。
- 2003年（平成15年）
  - 2月 - 放送設備取替工事完成。
  - 3月 - グラウンド補修工事完成。
- 2004年（平成16年）
  - 2月 - 校内LAN整備完了。
  - 7月 - 普通科教室冷房設備工事完成。
- 2005年（平成17年）11月 - 創立80周年記念式事業として新校門・グランドナイター設備完成。
- 2007年（平成19年）1月6日 - 越前町立朝日中学校において第1回中高一貫連携クラス生徒選抜試験実施。
- 2008年（平成20年）4月 - 中高一貫連携クラス第1期生入学。
- 2009年（平成21年）4月 - 丹生が丘会館リフレッシュ工事完成。
- 2014年（平成26年）4月 - 中高一貫教育連携クラスに外進生を導入し、中高一貫教育の対象を越前町内の4中学校に拡大する。
- 2015年（平成27年）11月 - 丹生ヶ丘会館整備実施。

## 部活動
旧朝日町は、1968年（昭和43年）の福井国体でホッケー競技が開催されたことから、同校においてもホッケー競技が盛んで、全国大会の常連である。
- 男子 -全国タイトル計10回（IH3回・国スポ3回・選抜2回・高校チャンピオンズカップ2回）
- 女子 -全国タイトル計7回（IH4回・国スポ1回・選抜2回）

近年では野球部の活躍が目覚ましく、2019年（平成31年／令和元年）の第101回全国高等学校野球選手権福井大会で準優勝を果たすと、2021年（令和3年）の秋季福井県大会でベスト4に進出したことや越前町で唯一の高校として野球部の活躍が町民の大きな関心となっていることが評価され、2022年（令和4年）の第94回選抜高等学校野球大会に福井県勢として初の21世紀枠に選出され甲子園初出場を果たした。
- 運動部 - 野球、サッカー、ソフトテニス（男・女）、卓球（男・女）、バレーボール（男・女）、バスケットボール（男）、ホッケー（男・女）、弓道
- 文化部 - オーケストラ、美術、書道、写真、茶道、調理、ESS、JRC

## 校歌
作詞・作曲：渡辺紀

## アクセス
- ハピラインふくい線 北鯖江駅、または福井鉄道福武線 神明駅から、福鉄バス鯖浦線「丹生高校前」下車。
- ハピラインふくい線 鯖江駅からタクシー 23分
- E8 北陸自動車道 鯖江IC 車で23分

## 著名な卒業生
- 泉徳治（最高裁判所判事）
- 藤木久三（実業家、株式会社ありあけ代表取締役会長）
- 西川一誠（政治家、福井県知事（4期））
- 安井得洋（フィールドホッケー選手）
- 野村香奈（フィールドホッケー選手）
- 三谷元騎（フィールドホッケー選手）
- 渡辺晃大（フィールドホッケー選手）
- 玉村昇悟（プロ野球選手（投手）、広島東洋カープ所属）